# Yasaka-Ogami-Schrein

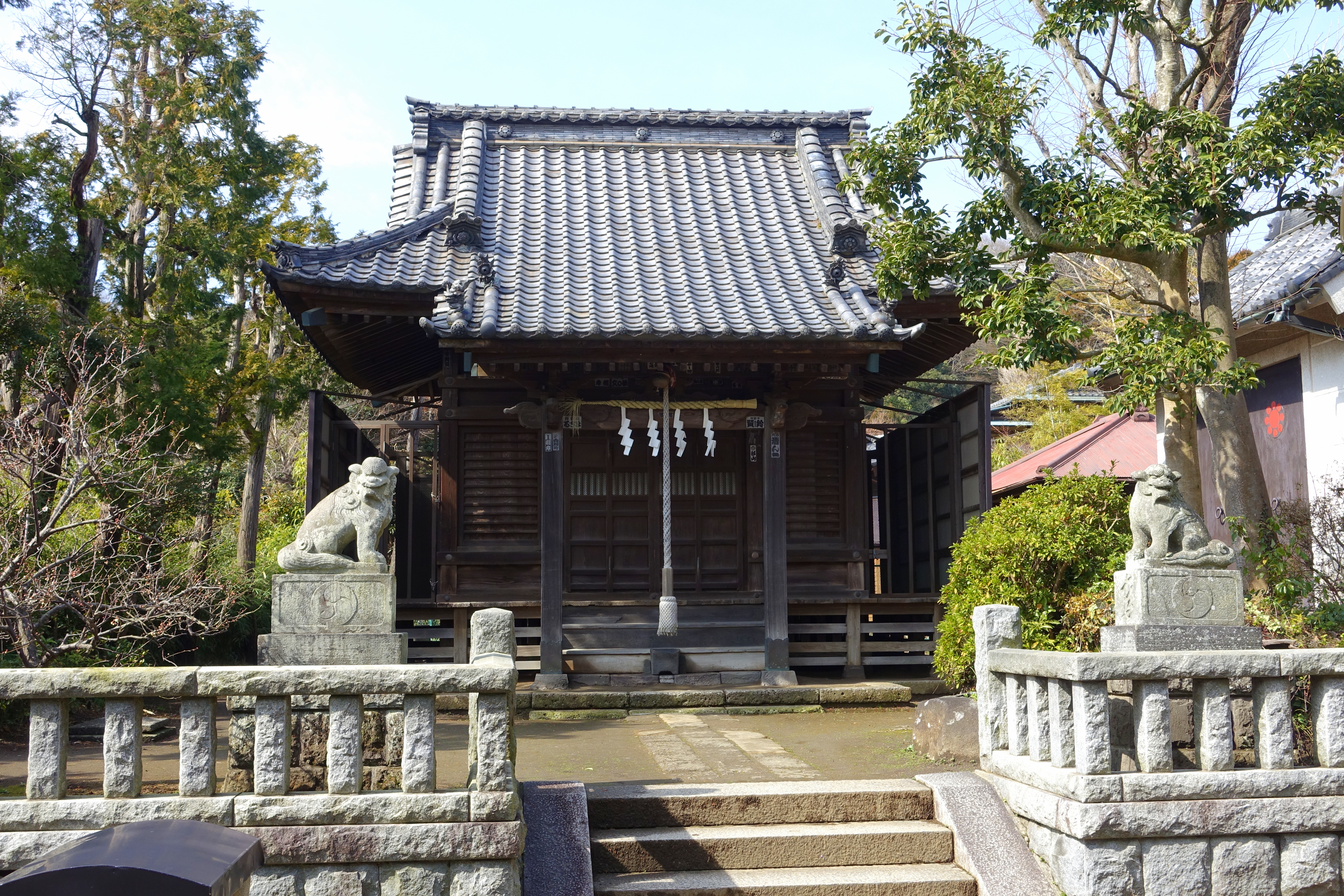
Schrein, 2015

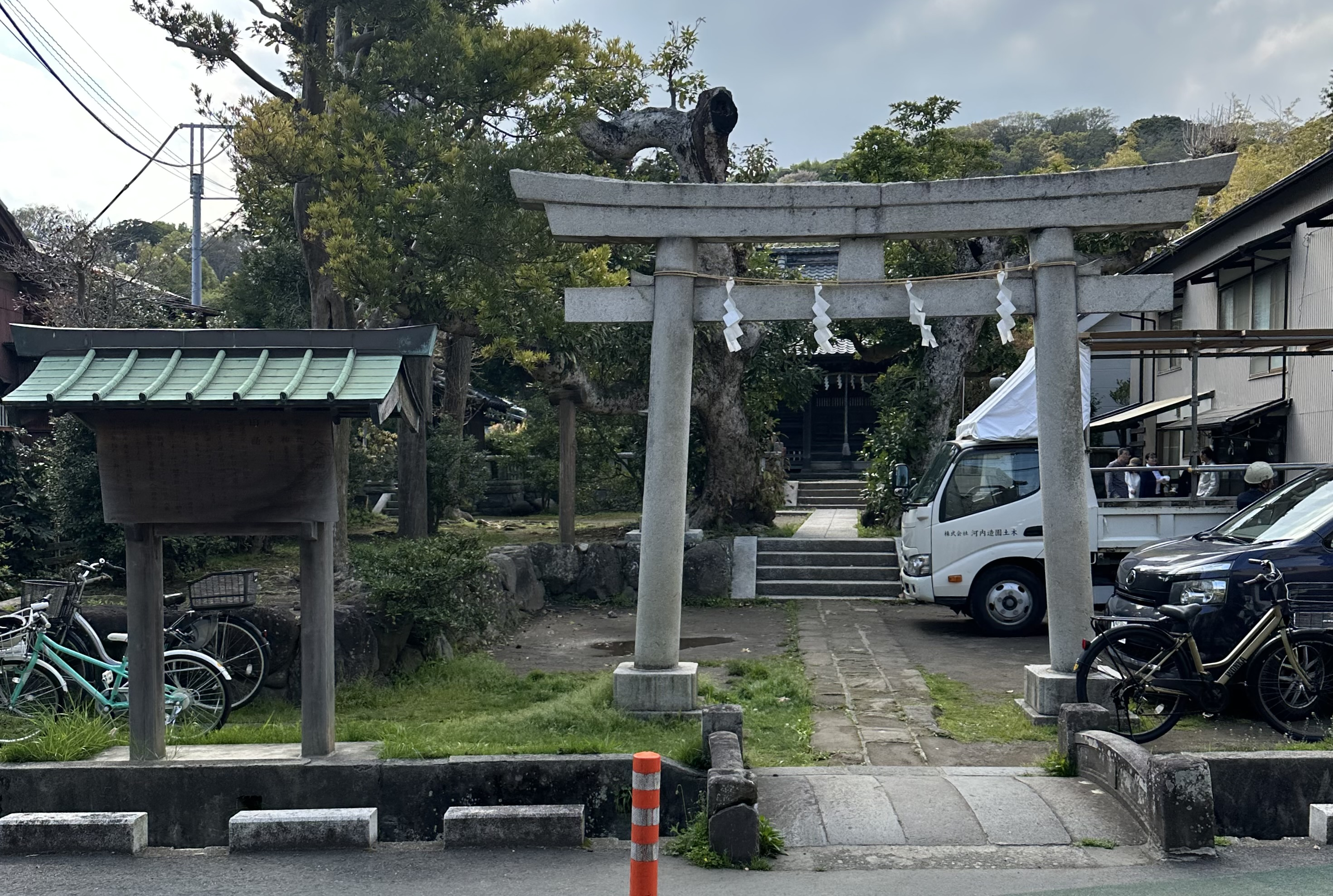
Eingang zum Schrein, 2025

Der Yasaka-Ogami-Schrein (japanisch 八坂大神) ist ein Shintō-Schrein in Kamakura in Japan. 
Verehrt wird der Gott des Windes Susanoo no Mikoto sowie der Kaiser Kanmu, der Kaiserliche Prinz Katsurahara (Kuzuhara Shinno) sowie Takamochiou.

## Lage
Der Schrein befindet sich nordwestlich des Stadtzentrums von Kamakura an der Adresse 248-0011 Kanagawa, Kamakura, Ōgigayatsu, 1-chōme−13−45.

## Geschichte
Die Geschichte des Schreins geht auf das Jahr 1192 zurück. Zuvor war der Schrein den Gottheiten des Yasaka Jinja-Schreins in Kyoto gewidmet. Er wurde dann von Soma Morotsune (1139–1205), einem einflussreichen Krieger nach Kamakura gebracht. Später war er auch Morotsune, der später Soma Tenno genannt wurde, selbst gewidmet, der in der Gegend lebte. In der Meiji-Zeit wurde der Schrein in Yasaka Daijin umbenannt und drei Gottheiten gewidmet, wobei Susanoo no Mikoto die zentrale war. Später erhielt er seinen heutigen Namen.